# Илия Шуменкович
Илия А. Шуменкович (на сръбски: Илија А. Шуменковић или Ilija A. Šumenković) е македонски сърбоманин от XIX век, деец на Сръбската пропаганда в Македония, политик, министър.

## Биография
Илия Шуменкович е роден на 13 юли 1884 година в Ниш. По произход е от село Боровец, Стружка нахия на Охридска каза на Османската империя, във виден сърбомански род. Завършва Правния факултет на Великата школа в Белград и защитава докторат в Сорбоната в Париж в 1912 година. След това постъпва на дипломатическа служба, на която остава до 1920 година. Служи в посолствата в София и Париж. При разгрома на Сърбия в 1915 година се оттегя на Корфу, където работи за външното министерство.
Участва в сръбската пропагадна от 1905 до 1912 година. При определянето на албано-югославската граница Шуменкович отбелязва, че, ако се спази препоръката на американския президент Удроу Уилсън, родното му село ще остане в Албания и тази забележка е отбелязана от междудържавната комисия.
На изборите в 1920 година е избран за депутат от Демократическата партия. Избиран е постоянно и на изборите в 1923, на тези в 1925 и на тези в 1927 година.
От 27 юли до 6 ноември 1924 година в кабинета на Любомир Давидович е министър без портфейл, отговарящ за търговията и индустрията и изпълняващ длъжността министър на горите и рудите. От 17 април 1927 до 23 февруари 1928 година е министър на търговията и индустрията в кабинета на Велимир Вукичевич. От 23 февруари до 1 март 1928 година е министър за подготовката на Уставотворна Скупщина и уеднаквяване на законодателството, а от 1 март до 27 юли 1928 година е министър на външните работи. В новия кабинет от 27 юли 1928 до 6 януари 1929 година отново е министър без портфейл.
На изборите в 1931 година е избран за народен представител от Струга.
От 3 юли до 5 ноември 1932 година е министър на правосъдието от Югославската национална партия.